# Mościska (rejon kałuski)
Mościska (ukr. Мостище) – wieś na Ukrainie, w  obwodzie iwanofrankiwskim, w rejonie kałuskim.